# Turbinella
Turbinella Lamarck, 1799 è un genere di molluschi gasteropodi della sottoclasse Caenogastropoda.

## Descrizione
Le conchiglie di Turbinella in generale tendono ad essere relativamente grandi, spesse e spesso pesanti, di forma turbinata o fusiforme con un'alta guglia e un lungo e ampio canale sifonale. Ci sono da tre o cinque pieghe trasfersali a spaziatura ampia sulla columella lungo il bordo interno dell'apertura. Testa con due tentacoli ottusi a forma di clava, con occhi alla base esterna e sporgenti. Un piccolo opercolo corneo e suborbicolare attaccato al piede dell'animale.
Questi molluschi abitano le acque tropicali poco profonde lungo il bordo occidentale dell'Oceano Atlantico e del Mar dei Caraibi, nonché i bordi dell'Oceano Indiano.
La specie Turbinella pyrum endemica dell'Oceano Indiano, è considerata sacra nella cultura Indù e da essa si ricava uno strumento musicale a fiato, bracciali e altri amuleti. Essa viene riferita in tale cultura con la parola indiana Shankha.

## Tassonomia

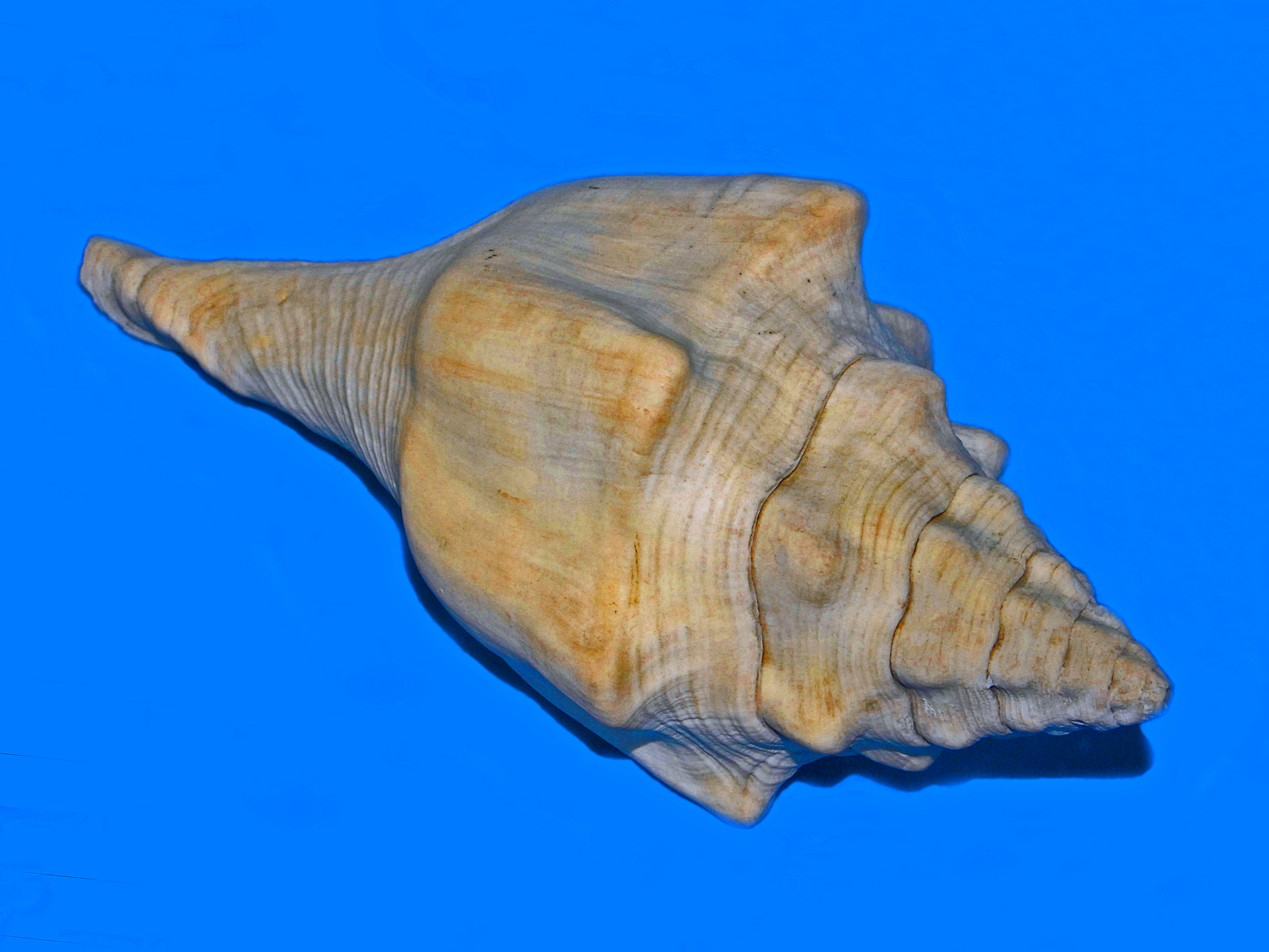
Turbinella angulata

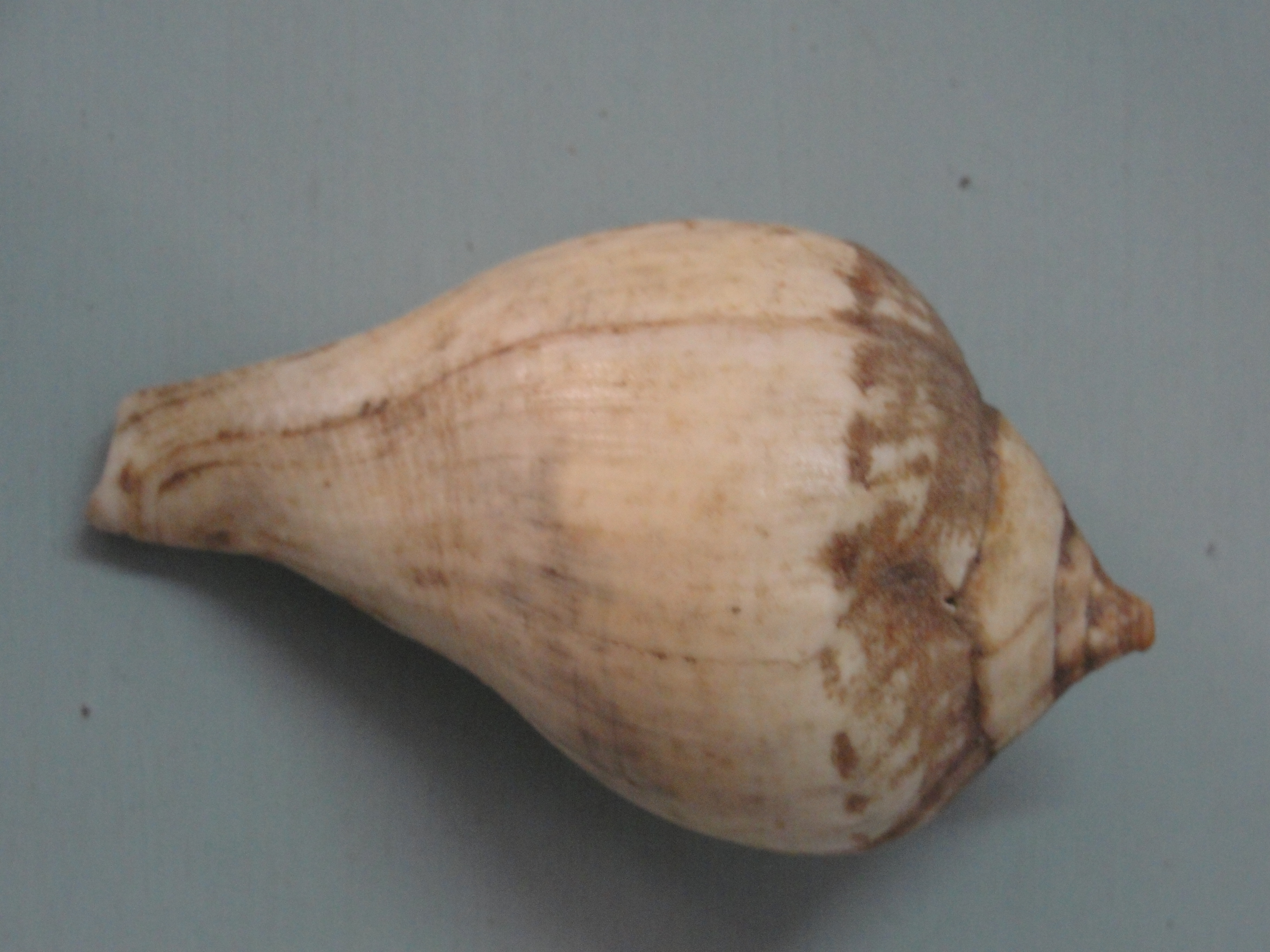
Turbinella pyrum

Turbinella rapa

Il genere è composto da otto specie accettate:
- Specie Turbinella angulata (Lightfoot, 1786)
- Specie Turbinella fusus  G. B. Sowerby I, 1825
- Specie Turbinella laevigata  Anton, 1838
- Specie Turbinella laffertyi  Kilburn, 1975
- Specie Turbinella ponderosa  (Lightfoot, 1786)
- Specie Turbinella pyrum  (Linnaeus, 1767)
- Specie Turbinella rapa  Lamarck, 1816
- Specie Turbinella wheeleri  Petuch, 1994